# Groeseindse kerk
De Groeseindse kerk (ook: Sint-Antonius en Barbarakerk) was een parochiekerk in de Noord-Brabantse stad Tilburg. De kerk was gelegen aan de Hoefstraat 116.

## Geschiedenis
In 1929 werd een nieuwe parochie gesticht voor de wijk Groeseind. Een jaar later, in 1930, werd de kerk gebouwd naar een ontwerp van Hendrik Willem Valk. Tijdens de bouw verongelukte een leidekker en diens begrafenisplechtigheid vond dan ook plaats in deze kerk. 
In 1976 werd de kerk onttrokken aan de eredienst, om in 1981 te worden gesloopt.

## Gebouw
Het betrof een bakstenen kerkgebouw met zeer breed middenschip en onder hoog zadeldak. Boven het koor bevond zich een met leien bedekt spits torentje.